# Eremaeus plumosus
Eremaeus plumosus är en kvalsterart som beskrevs av Tyler A. Woolley 1964. Eremaeus plumosus ingår i släktet Eremaeus och familjen Eremaeidae. Inga underarter finns listade i Catalogue of Life.